# Wronowice (województwo łódzkie)
Wronowice – wieś w Polsce położona w województwie łódzkim, w powiecie łaskim, w gminie Łask. W latach 1975–1998 miejscowość należała administracyjnie do województwa sieradzkiego. 
| SIMC    | Nazwa     | Rodzaj    |
| ------- | --------- | --------- |
| 0707372 | Kliny     | część wsi |
| 0707389 | Nowy Młyn | część wsi |
| 0707395 | Posada    | część wsi |

Jest to stara wieś powstała zapewne w XIV w. należąca do erygowanej w 1356 r. parafii w Łasku. W XVIII w. powstał tu folwark. Obok stał niewielki dworek. Na pocz. XX w. zbudowano tu gorzelnię. Ocalała w niej część urządzeń z okresu jej powstania. Po wojnie do lat 90. XX w. była własnością PGR. Obecnie jest własnością prywatną i produkuje alkohol z ziemniaków lub zbóż. Po dawnym założeniu dworskim została tylko aleja grabowa – pomnik przyrody, obok okazałe pomnikowe trzy dęby. We Wronowicach 1 lutego 1863 r. oddział powstańczy Józefa Tampickiego i ks. Józefa Czajkowskiego starł się z Rosjanami i uległ rozproszeniu.